# 林投澚
林投澚，是澎湖自清治時期至日治初期的一個行政區劃，其範圍即今澎湖縣的馬公市東部及湖西鄉南部。
林投澚西南邊為嵵裡澚（澚本部地區與飛地間有一段瀕海）、西邊為東西澚，西北邊為鼎灣澚，北邊為南藔澚，東邊及南邊瀕海。

## 管轄街庄鄉
林投澚共轄9個鄉：
- 今馬公市境內：雙頭掛鄉、烏崁鄉
- 今湖西鄉境內：隘門鄉、林投鄉、太武鄉、大城北鄉、良文港鄉、尖山鄉、西溪鄉

## 名人
- 蔡廷蘭
- 洪廷貴